# Буцнево
Буцнево (укр. Буцневе) — село в Хмельницком районе (до 2020 г. — в Деражнянском районе) Хмельницкой области Украины.
Население по переписи 2015 года составляло 347 человек. Почтовый индекс — 32251. Телефонный код — 3856. Занимает площадь 1,774 км². Код КОАТУУ — 6821589202.

## Местный совет
32207, Хмельницкая обл., Хмельницкий  р-н, с. Яблоновка, переул. Мира, 1